# Shannonomyia (Shannonomyia) fuscostigmalis
Shannonomyia (Shannonomyia) fuscostigmalis is een tweevleugelige uit de familie steltmuggen (Limoniidae). De soort komt voor in het Neotropisch gebied.